# Pentaclorofenolo monoossigenasi
La pentaclorofenolo monoossigenasi è un enzima appartenente alla classe delle ossidoreduttasi, che catalizza la seguente reazione:
pentaclorofenolo + 2 NADPH + H+ + O2 ⇄ 2,3,5,6-tetracloroidrochinone + 2 NADP+ + cloruro + H2O
2,3,5,6-tetraclorofenolo + NADPH + H+ + O2 ⇄ 2,3,5,6-tetracloroidrochinone + NADP+ + H2O
L'enzima è una flavoproteina (FAD) che distribuisce una serie di sostituenti dalla posizione 4 dei fenoli polialogenat ma richiede che un sostituente alogeno sia presente in posizione 2. L'enzima converte la maggior parte dei fenoli polialogenati in idrossichinoni, e richiede che un sostituente alogeno sia presente in posizione C-2. Se C-4 ha un sostituente alogeno, viene catalizzata la reazione 1 (ad esempio il 2,4,6-triiodofenolo è ossidato a 2,6-diiodoidrochinone); se il C-4 non è sostituito, viene catalizzata la reazione 2.